# Dom Studencki „Żaczek” w Krakowie
Dom Studencki „Żaczek” (lub po prostu Żaczek) – zabytkowy dom studencki znajdujący się w Krakowie, w dzielnicy V Krowodrza przy alei 3 Maja 5, na rogu z ulicą Oleandry 1, na Czarnej Wsi.

## Historia
Dom Studencki „Żaczek” miał powstać już w 1916 z okazji 50-lecia istnienia Bratniej Pomocy Studentów UJ, jednak plany spełzły się na niczym z powodu I wojny światowej.
16 listopada 1924 w obecności Józefa Piłsudskiego został poświęcony kamień węgielny pod budowę budynku przez ks. Józefa Archutowskiego.
Budynek był budowany etapami według projektów architektów: Wacława Krzyżanowskiego w latach 1924–1931 oraz Stefana Piwowarczyka w latach 1931–1936 na zlecenie Towarzystwa Bratniej Pomocy Uniwersytetu Jagiellońskiego pod strażą Komitetu Obywatelskiego Budowy Domu Akademickiego. Pierwotnie nosił nazwę II Dom Akademicki Uniwersytetu Jagiellońskiego. W chwilii oddana do użytku był najnowocześniejszym i największym akademikiem w Polsce międzywojennej.
24 października 1926 zostało poświęcone lewe skrzydło konstrukcji przez kardynała Adama Stefana Sapiehę, w którym znajdowało się 185 lokacji dla studentów. 28 lipca 1929 budynek otrzymał nową nazwę: Dom Akademicki im. Prezydenta Ignacego Mościckiego. 7 stycznia 1931 oddane do użytku zostało drugie skrzydło budynku, a 29 września 1936 – trzecie, a nieco później czwarte, ostatnie.
Dom Studencki „Żaczek” przeznaczony był wyłącznie dla mężczyzn wyznania chrześcijańskiego. Docelowo miał być zamieszkiwany przez 900 studentów.
Podczas strajku chłopskiego w 1937 budynek został przejęty przez ugrupowania lewicowe. W okresie II wojny światowej został przejęty przez Niemców, którzy dokonali dewastacji wnętrza budynku. Od stycznia 1945 stanowił własność Bratniej Pomocy Studentów Uniwersytetu Jagiellońskiego, nadzorowanej przez władze uniwersytetu. Po likwidacji ugrupowania w 1950, budynek został przejęty i upaństwowiony, a następnie prowadzony przez Zarząd Ośrodku Akademickiego. Od końca 1954 ponownie zarządzany był przez Uniwersytet Jagielloński, a następnie jego opieką zajął się Fundusz Samorządu Studentów Uniwersytetu Jagiellońskiego „Bratniak”. Od juwenaliów w 1961 budynek nosił nazwę „II Dom Akademicki »Żaczek«”.
W latach 1945–1955 w akademiku mieszkało około 880 studentów. Podczas obchodów 600-lecia Uniwersytetu Jagiellońskiego oddano do użytku budynek tzw. „Nowy Żaczek”, czyli akademik o wyższym standardzie.
W 1995 na ścianie budynku została odsłonięta tablica pamiątkowa poświęcona pamięci Jana Buszka, w latach 1929-1969 pracownika, administratora i kierownika domu studenckiego. W kolejnych latach budynek przeszedł remont, który nadał mu współczesny wygląd, zatracając wszystkie oryginalne detale architektoniczne.
Budynek wpisany został do gminnej ewidencji zabytków.

## Architektura
Dom Studencki „Żaczek” jest w większości 6 kondygnacyjnym (poza 3-kondygnacyjną częścią narożną) budynkiem 4-skrzydłowym z wewnętrznym dziedzińcem. W skład akademika wchodziły pokoje 1-, 2- oraz 3-osobowe. W budynku znajdowały się także: sala odczytowa oraz pomieszczenia zarządzane przez Bratnią Pomoc Studentów Uniwersytetu Jagiellońskiego: kuchnia, czytelnia, biblioteka oraz dwukondygnacyjna sala balowa w części narożnej (następnie przerobiona na Centrum Kultury „Rotunda”).